# Harry Kellar

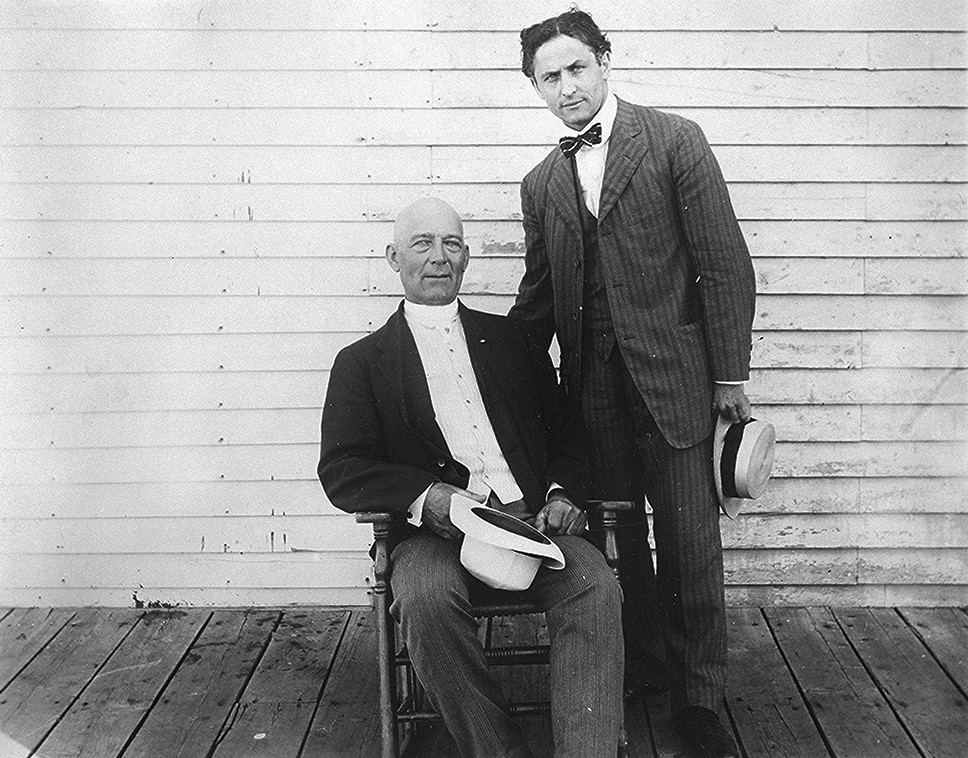
Kellar com Harry Houdini, cerca de 1912

Harry Kellar (Erie, 11 de julho de 1849 – Los Angeles, 10 de março de 1922) foi um mágico ilusionista estadunidense. Também conhecido como “decano da magia”, foi o primeiro mágico de naturalidade norte-americana com grande popularidade.
Kellar foi o mágico sucessor de Robert Heller e o antecessor de Harry Houdini (que conheceu antes de aposentar-se). Por causa do estilo de suas mágicas, é sempre comparado com o mágico Chung Ling Soo. Ele viajou para vários países, como México, Brasil e Reino Unido.[carece de fontes?]

## Carreira
Como muitos mágicos, teve influencias e estudou mágica desde a infância, quando aprendeu pequenos truques. Entre os 12 e 18 anos, foi assistente de IH Hughes e dos Irmãos Davenport, começando com as mágicas simples até chegar em mágicas complexas e a maior delas foi a famosa pegada de bala quando o mágico se posiciona e tenta segurar uma bala disparada de uma arma.[carece de fontes?]
Somente na década de 1880 é que obteve completo sucesso passando a ser a apresentação principal dos shows.
Harry Kellar se aposentou em 1907. Seu sucessor natural seria o mágico alemão Paul Valadon, seu ajudante nas últimas três temporadas. Contudo brigas internas entre a esposa de Harry, Eva, e Paul Valadon, culminou na demissão do jovem rapaz. Howard Thurston, um já aclamado artista e amigo pessoal de Harry, foi o escolhido para ser o sucessor natural de Kellar. A escolha foi especialmente inteligente porque, àquela altura, Howard Thurston já tinha um grande show montado.